# Gerd Schulte-Hillen

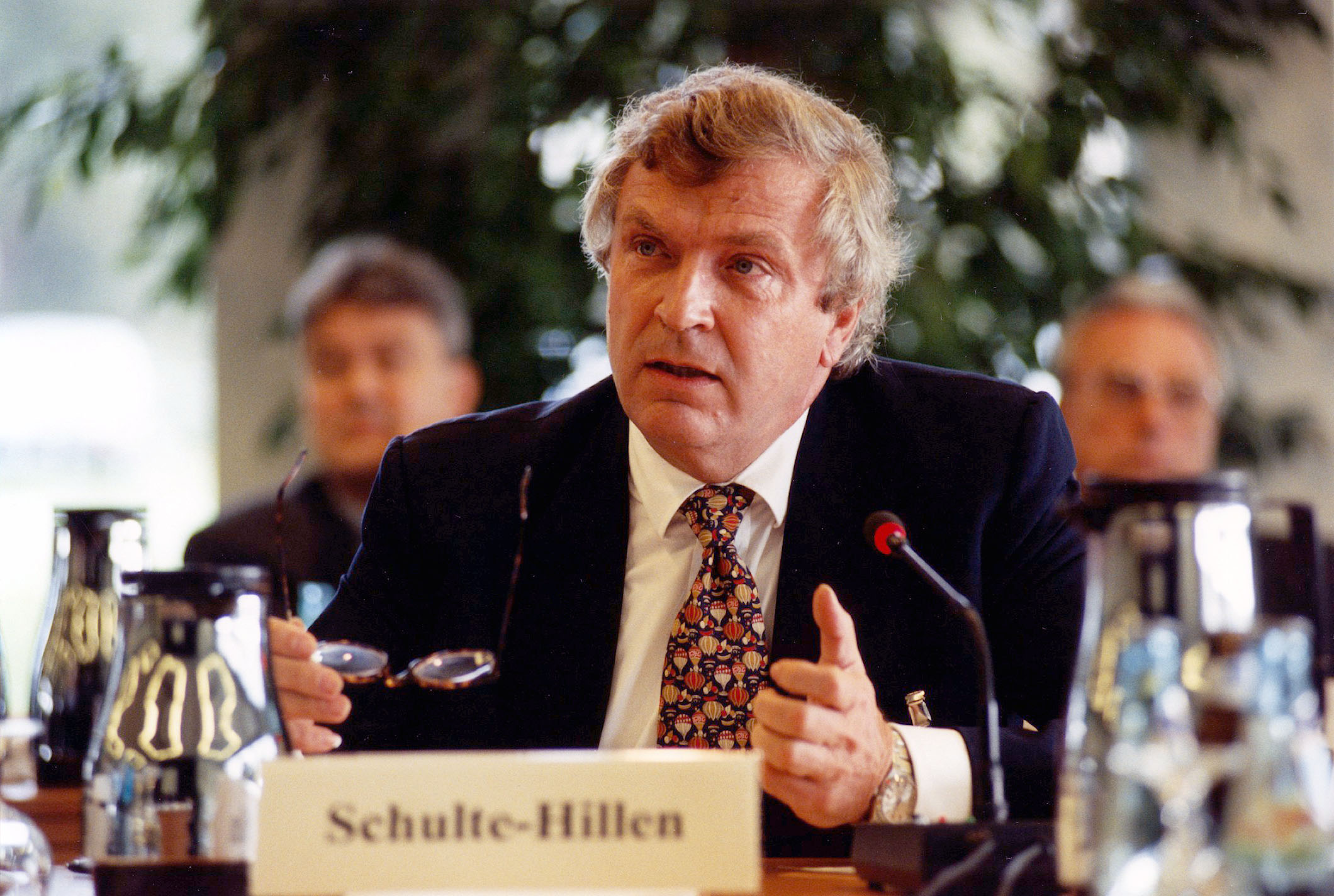
Gerd Schulte-Hillen, Simposio sobre el Premio Carl Bertelsmann (1995)

Gerd Schulte-Hillen (Menden; 1 de octubre de 1940-4 de agosto de 2021) fue un gerente alemán.

## Biografía
Schulte-Hillen estudió ingeniería mecánica y completó una administración de empresas de posgrado. Se convirtió en asistente de la dirección de la filial de Bertelsmann Mohndruck en Gütersloh en 1969. En 1973, asumió la gestión de la planta de impresión de huecograbado de Gruner + Jahr en Itzehoe. En 1981, asumió la presidencia de la junta directiva de Gruner + Jahr. Seis años más tarde, en 1987, se convirtió en vicepresidente del Consejo de Administración de Bertelsmann. A la edad de 60 años, se unió al Consejo de Supervisión de Gruner + Jahr y Bertelsmann, cada uno como Presidente. De 2000 a 2003, también fue vicepresidente del comité ejecutivo y de 2001 a 2003 vicepresidente del consejo de administración de la Fundación Bertelsmann sin fines de lucro.
Después de que Thomas Middelhoff fuera despedido como CEO, Schulte-Hillen también tuvo que dejar Bertelsmann en 2003, en parte porque había rechazado la fusión de la división de música BMG con Sony Music.
Su esposa Irene es presidenta de la junta directiva de la Deutsche Stiftung Musikleben. Su hermano Carl-Hermann Schulte-Hillen fue el abogado de las víctimas del escándalo Contergan.

### Trabajo
Bajo su liderazgo, Gruner + Jahr multiplicó sus ventas y ganancias. La compañía se convirtió en la editorial de prensa más grande de Alemania. Las derrotas en el mandato de Schulte-Hillen incluyen el escándalo por los falsos diarios de Hitler en la estrella, de cuya publicación fue uno de los principales responsables,y el fracaso del Tango Ilustrado, que se suspendió en 1995 después de 37 ediciones. En la serie de televisión británica Hitler for sale, que se basa en el libro de no ficción de Robert Harris, Schulte-Hillen es retratado por John Shrapnel.
En 2006, Schulte-Hillen participó como co-socio en el controvertido BV Deutsche Zeitungsholding (David Montgomery, Mecom Group) y enhebraron las antiguas hojas de G+J Hamburger Morgenpost, Berliner Zeitung, Berliner Kurier allí. Un reencuentro con empleados en el que se mordió los dientes en su momento (periodista 3/2006).
En 2007, Schulte-Hillen vendió su participación del 1,6 por ciento en BV Deutsche Zeitungsholding y posteriormente trabajó como consultor de estrategia independiente (consultora de estrategia GSH).

## Premios
- 2008: Orden de Isabel la Católica (para servicios al arte y la ciencia).[cita requerida]